# مرحاض سمادي

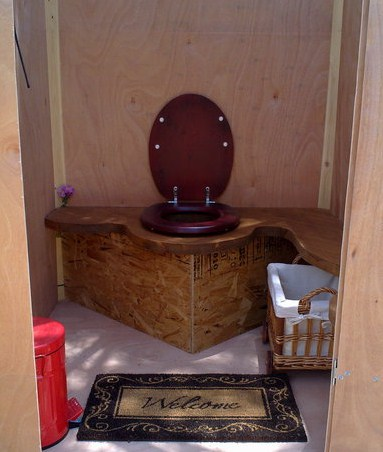
مرحاض سمادي في مهرجان نشاطات في الجبال القريبة من مدينة القدس عام 2010

المرحاض السمادي أو مرحاض السماد هو نوع من المراحيض الجافة التي تعالج فضلات البشر عن طريق عملية بيولوجية تسمى التسميد؛ تتحلل خلال هذه العملية المواد العضوية ليتحول البراز البشري إلى مواد تشبه السماد العضوي. ومع ذلك، لا تقضي هذه الطريقة على كافة العوامل الممرضة. يحدث التحلل الذي تنطوي عليه هذه العملية عن طريق كائنات حية دقيقة (جراثيم وفطور بشكل أساسي) في ظل سيطرة ظروف هوائية، وقد وُصِفَت هذه المراحيض بالجافة لأنها لا تستخدم الماء للتنظيف بشكل أساسي.
يُضاف في العديد من تصاميم المرحاض السمادي مركبات غنية بالكربون كالنشارة أو ألياف جوز الهند أو الإسفغنون بعد كل استخدام، إذ تؤدي هذه العملية إلى خلق جيوب هوائية ضمن الفضلات بهدف تعزيز التحلل الهوائي، بالإضافة إلى كونها تحسن من نسبة الكربون إلى النتروجين وتخفف الرائحة. تعتمد معظم أنظمة هذا النوع من المراحيض على الكائنات الحية المتآلفة مع الحرارة المعتدلة، إذ يؤدي إبقاء الفضلات ضمن حجرة التسميد مدةً طويلة إلى موت العوامل الممرضة، ويمكن بعدها نقل المنتج النهائي إلى نظام ثانوي -كخطوة أخرى من التسميد- لإبقائه في ظل ظروفٍ تُنقِص من العوامل الممرضة. 
وهكذا، ينتج عن المرحاض السمادي -وخطوة التسميد الثانوية- منتج نهائي شبيه بالدبال يستخدم في تغذية التربة عند سماح القوانين المحلية بذلك. تملك بعض المراحيض السمادية أنظمة تفصل البول وتتحكم بالرطوبة الزائدة. يستخدم نوع آخر يسمى «مرحاض فيرمي للترشيح» الماء للتنظيف وتعزز ديدان الأرض عملية التحلل إلى سماد.
لا تحتاج مراحيض السماد إلى التوصيل بخزانات وأجهزة الصرف الصحي خلافًا للمراحيض المزودة بأنظمة شطف، وتشمل التطبيقات الشائعة لهذه المراحيض المتنزهات الوطنية، المنازل المجهزة لقضاء العطل، منتجعات السياحة البيئية، المنازل العائمة، والمناطق القروية في الدول النامية.

## الاصطلاح

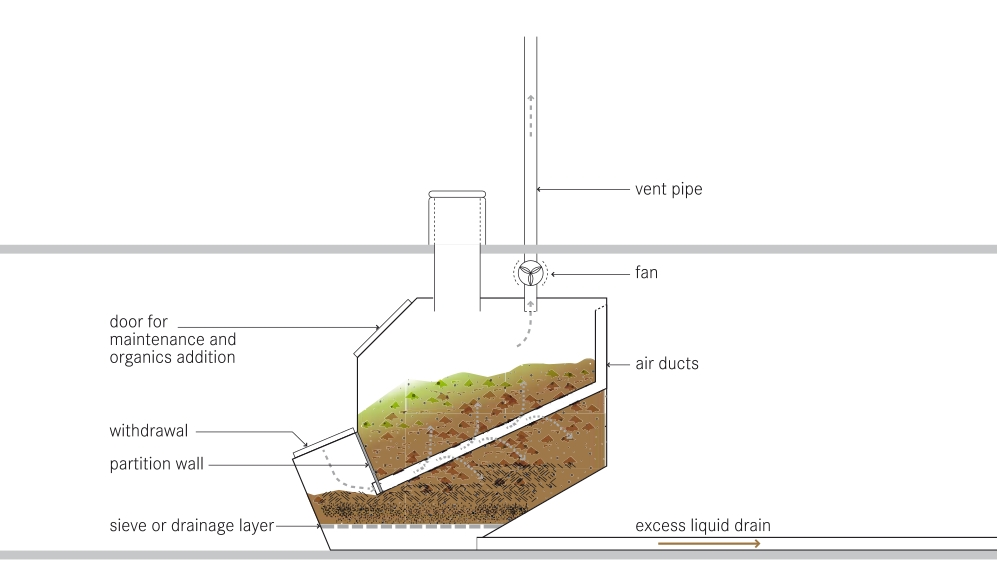
مخطط توضيحيّ لحجرة التسميد الواقعة أسفل مقعد المرحاض السماديّ

يعتبر مصطلح مرحاض السماد مصطلحًا فضفاضًا لأنه يختلف من بلد إلى آخر، فعلى سبيل المثال: ينطوي الأمر في ألمانيا والدول الإسكندنافية على التسميد عبر عمليات هوائية، ويمكن لعملية التسميد الهوائي هذه أن تجري في درجة حرارة مرتفعة بسبب الفعالية الجرثومية أو بدون زيادة في حالة التسميد البطيء أو البارد، ولا ينطوي استخدام ديدان الأرض في إنتاج السماد على درجات حرارة مرتفعة.
تختلف مراحيض السماد عن مراحيض الحفرة والآربورلووس اللذان يستخدم عملية تحلل قد تلوث المياه الجوفية بالنترات والعوامل الممرضة، بالإضافة إلى أنها قد لا تؤمن إعادة تدوير مثلى للمغذيات. تختلف مراحيض السماد كذلك عن المراحيض الجافة مع موزع البول (UDDTS) التي تتخلص من العوامل الممرضة عبر التجفيف (التجفف في الكيمياء)؛ إذ يبقى مدفن البراز فيها جافًا قدر الإمكان، بينما تحرص مراحيض السماد على إبقاء بعض الرطوبة ضمن حجرة التسميد.
لا ينصح باستخدام مصطلح «مرحاض إيكوسان» للإشارة إلى مرحاض السماد؛ فالاثنان يوفران صرف صحي بيئي يشجع استرداد الموارد، ولكنهما مع ذلك غير متطابقان.
ومن المصطلحات الأخرى التي أطلقت على هذا النوع من المراحيض هو مصطلح «مرحاض نشارة الخشب»، وقد يكون هذا المصطلح مناسبًا عندما تكون عملية التسميد الهوائي التي تجرى ضمن حجرة المرحاض محدودة الكمية.
هذا ويشير مصطلح «غرفة السماد المائلة» إلى نوع من مراحيض السماد الذي يستخدم حجرة تسميد كبيرة أسفل مقعد المرحاض تتلقى مواد عضوية غير مهضومة تزيد من نسبة الكربون إلى النتروجين، وتسمى الأنواع التي تستخدم حجرة تسميد صغيرة «مراحيض التسميد الذاتي»، وذلك بسبب تشكيل حجرة التسميد جزءًا من وحدة المرحاض ذاتها.

## التطبيقات
يمكن لمراحيض السماد أن تكون مناسبة لمنطقة ريفية أو حديقة تعاني من نقص في موارد المياه، الصرف الصحي، وأنظمة معالجة مياه الصرف الصحي، ويمكن أن تساعد في زيادة مرونة أنظمة الصرف الصحي الحالية في مواجهة الكوارث الطبيعية المحتملة كالتغير المناخي والزلازل والأعاصير.
كذلك قد تقلل هذه المراحيض أو ربما تلغي الحاجة إلى نظام خزان الصرف الصحي لتنقص بذلك البصمة البيئية (خاصة عند استخدامها بالمشاركة مع نظام معالجة المياه الرمادية في الموقع)، ومن الممكن استخدامها في استرداد الموارد عن طريق إعادة استخدام البراز المطهر والبول كسماد يحسن التربة في أنشطة البستنة والزينة.

## الأنواع
تتوفر أنواع مختلفة من الوحدات التجارية والأنظمة التي تساعد الشخص في بناء هذه المراحيض بنفسه. تتألف هذه الأنواع من المراحيض من عدة عناصر، وهي: سراديب السماد، قبو متنقل، محول البول، ونظام خلط/تهوية نشط.

### مراحيض التسميد البطيء (مراحيض التحلل)
تستخدم معظم مراحيض السماد نظام التسميد البطيء الذي يسمى أيضًا «التسميد البارد»، إذ تتشكل كومة السماد مع مرور الوقت خطوة بخطوة دون أن يخلو المنتج النهائي عمومًا من العوامل الممرضة، وقد قدم دليل إرشادات منظمة الصحة العالمية منذ عام 2006 نظامًا يضمن عودة الاستخدام الآمن للفضلات باستخدام نهج متعدد الحواجز.
يكون النظام المستخدم في مراحيض التسميد البطيء نظامًا سلبيًا وتتضمن التطبيقات الشائعة استخدامًا متواضعًا وحتى موسميًا أحيانًا لشبكة الطرق البعيدة. تعتمد مراحيض التسميد البطيء على إبقاء الفضلات محتجزة لفترات طويلة لإنقاص العوامل الممرضة وتحلل البراز، أو على مزيج من الوقت وإضافة الديدان الحمراء التي تسرع تشكل السماد. تعتبر بعض السلطات القضائية في الولايات المتحدة هذه الديدان أنواعًا غازيةً.

### السماد العضوي النشط (القائم بذاته)
يُشكَّل السماد في المراحيض المستقلة ضمن حجرة في وحدة المرحاض ذاتها تكون أكبر قليلًا من المراحيض المزودة بنظام شطف إلا أنها تستخدم مساحة الأرضية نفسها، تستعين بعض الوحدات بمراوح للتهوية وعناصر التسخين اختياريًا للحفاظ على درجة الحرارة الأفضل لتسريع عملية التسميد وتبخير البول والرطوبة الزائدة.
يُضيف عمال تشغيل مراحيض السماد عادة كميات صغيرة من مادة كربونية قابلة للامتصاص (كنشارة الخشب غير المعالجة، ألياف جوز الهند، الخث الطحلبي) بعد كل استخدام وذلك بهدف خلق جيوب هوائية تحرض عملية التهوية لامتصاص السائل وتشكيل حاجز يمنع انتشار الرائحة ويشار أحيانًا إلى المواد المضافة ب «عامل التكتل»، ويستخدم بعض مالكي هذه المراحيض عامل جرثومي «بدئي» للتأكد من وجود بكتيريا السماد في العملية إلا انه إجراء غير ضروري.

### مرحاض الترشيح فيرمي
يستخدم مرحاض فيرمي للترشيح المياه للتنظيف وفيه تعزز الديدان الأرضية عملية التحلل للحصول على السماد، يمكن توصيل هذا النوع مع مرحاض صغير أو منخفض التدفق يستخدم حوالي 500 ميلي لتر (أي ما يعادل 17 أونصة سائلة) لكل استخدام.
تطفو المواد الصلبة على سطح سرير الترشيح بينما يرشح السائل عبر وسط المرشح ويخرج من المفاعل، ثم تهضم المواد الصلبة (البراز وأوراق المرحاض) هوائيًا بواسطة جراثيم هوائية إضافة إلى ديدان الأرض لتنتج دبال وهذا يقلل بدوره حجم المواد العضوية.

### أخرى
تستخدم بعض الأنواع حاويات قابلة للطي مزودة بأجهزة تهوية بينما تلجأ أخرى للخزانات مائلة القاع.

## الصيانة
تكون صيانة مراحيض السماد هامة جدًا لضمان نتيجة عمل أفضل بما فيها منع انتشار الروائح. تشمل أعمال الصيانة التنظيف، صيانة المكونات التقنية -كالمراوح، وإزالة المواد المترسبة والسماد، إضافة إلى التخلص من البول في الأنواع التي تستخدم موزع البول فقط.
يجب إزالة السماد من الوحدة بمجرد استكمال عملية التسميد، ويعتمد هذا في كثير من الأحيان على حجم الحاوية المستخدمة وظروف التسميد، كدرجة الحرارة؛ فقد يستغرق التسميد النشط الحار أشهرًا فقط بينما يمكن للسلبي البارد أن يستغرق سنوات.